# Anchoviella elongata
Anchoviella elongata är en fiskart som först beskrevs av Meek och Hildebrand 1923.  Anchoviella elongata ingår i släktet Anchoviella och familjen Engraulidae. Inga underarter finns listade i Catalogue of Life.